# Humbert Willems

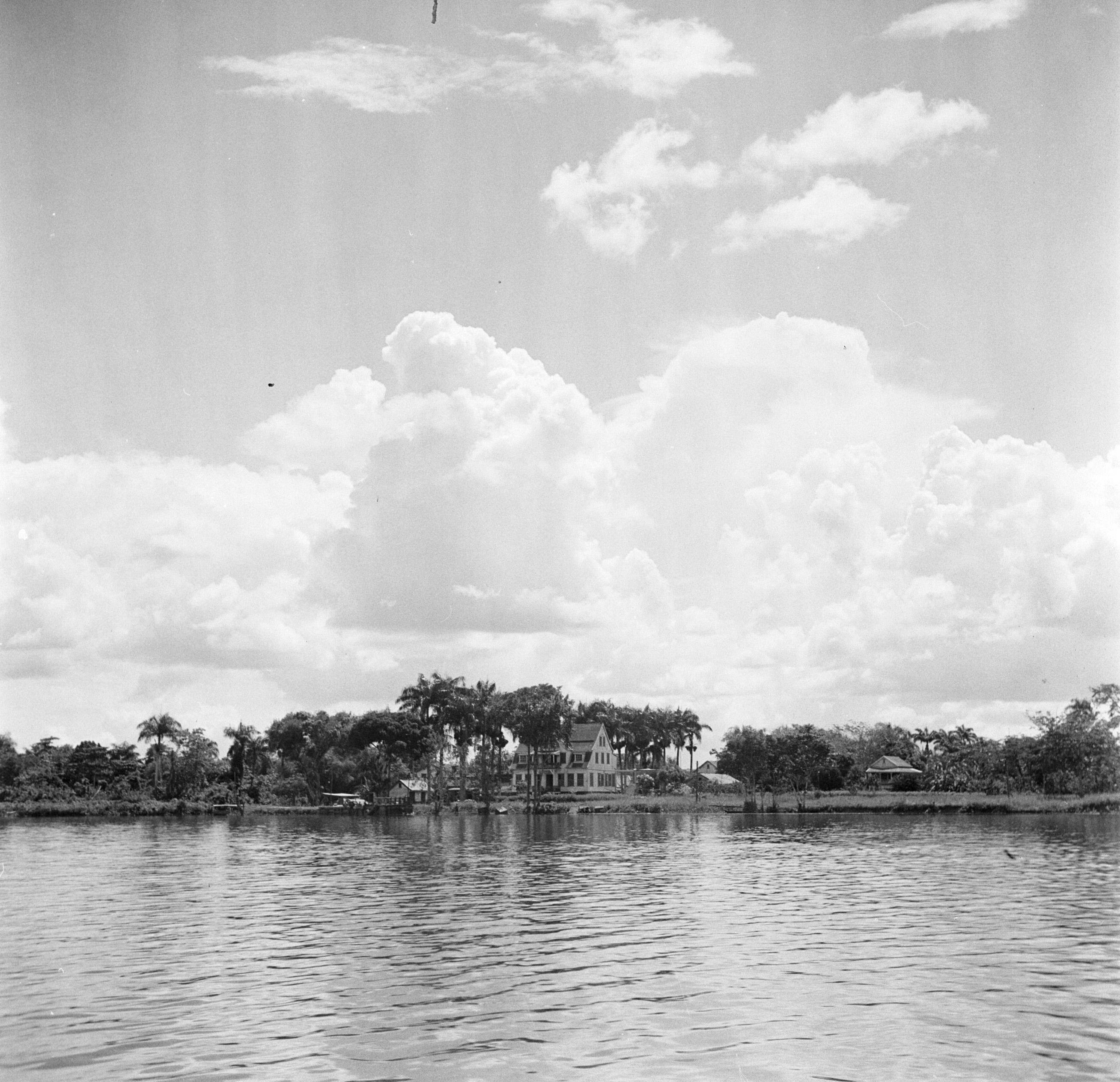
Leprozerie Groot Chatillon gezien vanaf de Surinamerivier, 1947

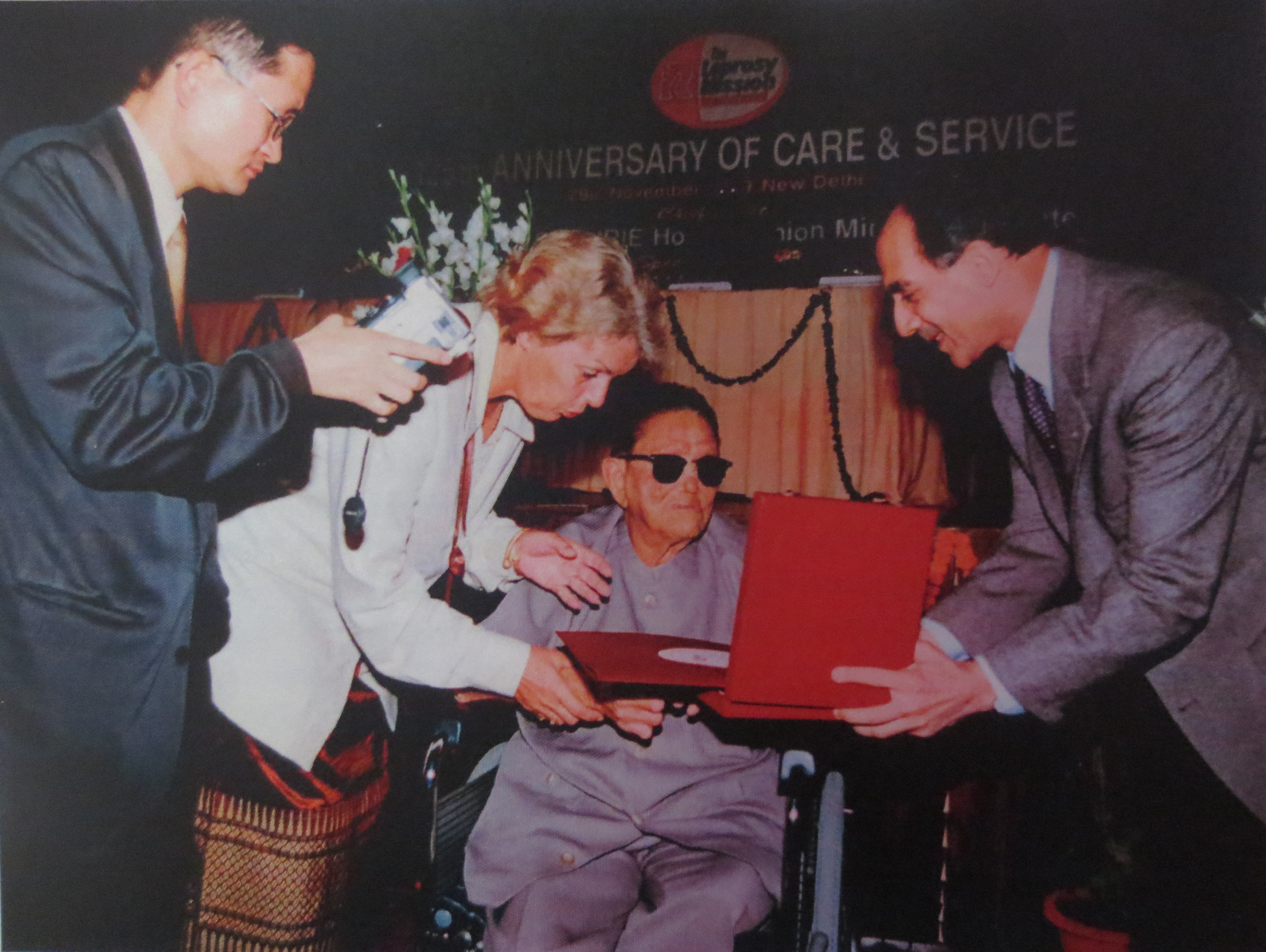
Willems ontvangt Award, New Delhi, 1999

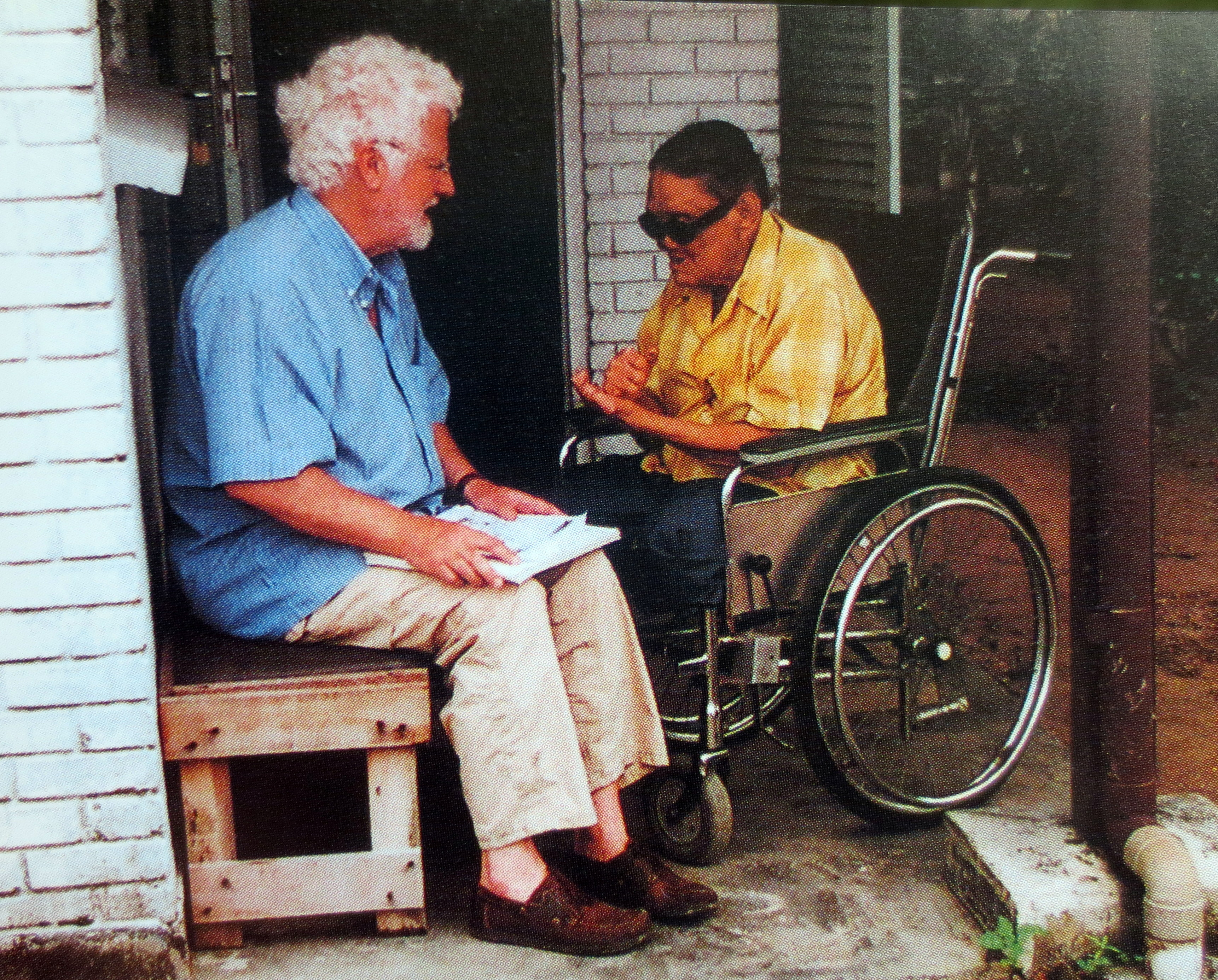
In gesprek met Jan Kruis, Paramaribo, 2003

Humbert Wilhelmus Willems (25 juni 1918 - 7 december 2006) was een Surinaamse lepra-patiënt die in 1948 succesvol in opstand kwam voor toegang tot werkende geneesmiddelen voor alle lepra-patiënten in Suriname, ongeacht rijk of arm. 

## Achtergrond
Na de Tweede Wereldoorlog startte de in Suriname van staatswege aangestelde leproloog Bueno de Mesquita met het toedienen van twee nieuwe, veelbelovende medicijnen tegen lepra of melaatsheid: Promin (vanaf 1946, intraveneus) en Diasone (vanaf 1947, oraal). Hij verstrekte deze relatief dure medicijnen alleen op Nieuw Bethesda, een protestante leprozerie in Paramaribo die over veel private middelen beschikte.

## Opstand
Humbert Willems was als patiënt opgenomen in de afgelegen staatsleprozerie Groot Chatillon, een voormalige suikerplantage. Toen hij in 1948 in Time-magazine las over deze medische doorbraak verspreidde het nieuws zich snel onder de 298 leprozen aldaar en zij voelden zich buitengesloten. Een groep patienten onder leiding van Willems -hij was tevens dirigent van een patientenorkest- stapte daarop naar de directie. Toen deze slechts een beperkte hoeveelheid van het medicijn bleek te kunnen verkrijgen en dit alléén verstrekte aan patiënten van families die het konden betalen stuitte dit op groot verzet. Acht patiënten, die goed genoeg ter been waren, waaronder Willems wisten te ontsnappen uit het afzonderingsoord. Zij staken met een bootje de Suriname-rivier over en liepen 35 kilometer naar Paramaribo. Daar deden zij hun beklag bij leden van de Staten van Suriname en journalisten. De mannen werden opgepakt, teruggestuurd en opgesloten in de gevangenis van Chatillon, waaruit ze vervolgens met geweld door hun medepatiënten werden bevrijd.

## Erkenning
De opstand zorgde voor een keerpunt. Een paar weken later kregen alle lepra-patiënten op Chatillon de nieuwe medicatie en dat werd ook het beleid. De lepra-patiënten hebben onder aanvoering van Willems voor het eerst laten zien succesvol een vuist te kunnen maken tegen de (medische) autoriteiten en voor hun eigen belangen op te komen.
Willems is in Suriname onderscheiden met de Eremedaille Zilver Palm (1977) en benoemd tot Ridder van de Gele Ster (1998). In 1999 ontving Willems in New Delhi, India de Wellesley Bailey Award voor 'zijn moed, zijn verdienste en zijn bijdrage aan de zaak van de leprabestrijding'. In 2003 hing in de congreshal van het Internationale Lepracongres te Brazilië een spandoek met de tekst: 'In the past we depended on charity, now our lives are based on human rights. Humbert Willems, Suriname.' (vertaald: In het verleden waren we afhankelijk van liefdadigheid, nu zijn onze levens gebaseerd op de mensenrechten.) In 2004 verschijnt Humbert Willems in een strip van Jan Kruis (Jan, Jans en de kinderen in Suriname) met begeleidende informatie, uitgegeven door de Leprastichting te Amsterdam.
Willems overleed in 2006 te Paramaribo op 88-jarige leeftijd.